# John o' Groats
John o' Groats (Schots-Gaelisch: Taigh Iain Ghròt) is een dorp in het uiterste noorden van Schotland. Het dorp ligt in het raadsgebied Highland en het historische graafschap Caithness. Het dorp zou zijn naam ontlenen aan een Hollander, Jan de Groot, die in 1496 het veerrecht tussen Schotland en de Orkneyeilanden verwierf van koning Jacobus IV van Schotland. Er groeien geen bomen.
De huizen in het dorp staan vrij ruim uit elkaar. John o' Groats heeft een haventje, van waar een voetveer naar de Orkneyeilanden vertrekt en van waar toeristische rondvaarten worden georganiseerd. De Orkneyeilanden aan de overkant liggen op ongeveer vijf kilometer afstand en zijn duidelijk te zien.
In het noorden is John o' Groats het dorp, dat het dichtst bij de oostelijkste punt, Duncansby Head, ligt. Achttien kilometer naar het westen ligt Dunnet Head, het noordelijkste punt van het vasteland van Schotland.

## Trivia
Een bekende tocht, die vooral met de fiets wordt ondernomen, is van Land's End in Cornwall, de zuidwestelijkste punt van Engeland naar John o' Groats. In beide richtingen wordt de tocht afgelegd. De afstand van deze tocht is meer dan 1400 km. Dat is vanuit het verste punt in het zuidwesten van Engeland naar het noordelijkste punt in Schotland.